# 2509 Чукотка
2509 Чукотка (2509 Chukotka) — астероїд головного поясу, відкритий 14 липня 1977 року.
Тіссеранів параметр щодо Юпітера — 3,465.